# Exit … Nur keine Panik
Exit … Nur keine Panik ist eine österreichisch-deutsche Filmkomödie aus dem Jahre 1980. Im ersten Kinofilm des Regisseurs Franz Novotny spielten Hanno Pöschl und Paulus Manker die Hauptrollen. 

## Handlung
Die Geschichte, eine Liebeserklärung an das etwas liederliche, hochsommerliche Wien jenseits der Touristen-Hotspots und zuckersüßen Sissi-Klebrigkeit, durch das dieser Film führt, ist eine Reise durch die Halbwelt der Wiener Strizzi (Kleinganoven, Zuhälter) und leichtfertigen Lebenskünstler, skurrilen Schwulen und absonderlichen Lebenskünstler. Hier wursteln sich die beiden schrägen Typen Kirchhoff und Plachinger mit größtmöglicher Brachialität und Destruktion durchs Leben. Um seinen Traum von einem eigenen Kaffeehaus zu verwirklichen, begeht Kirchhoff so manches Delikt: Mal entwendet er schicke „Amischlitten“, dann wiederum „vertickt“ er wertvolle Kaffeemaschinen. Dabei bewegt er sich gern in der Welt der nicht minder halbseidenen und zumeist knapp bekleideten Mädchen, die seinem leicht öligen Charme einfach nicht widerstehen können.
Kirchhoffs Markenzeichen sind eine große Klappe mit unverkennbarem Wiener Dialekt, flotte (bzw. nach heutigem Maßstab auch sexistische) Sprüche mit unvergleichlichem „Wiener-Schmäh“-Charakter, lose Fäuste und ein unverhohlener Drang, möglichst viele Frauen ins Bett zu bekommen. Und wie bei jedem selbsternannten Lebenskünstler wechseln auch im Leben des zentralen Protagonisten die Aufs und Abs, die Erfolge und die Pleiten einander ab. Am Ende sind Kirchhoffs Träume zwar die alten, doch trotz aller Mühen ist sein eigentliches Ziel in so weiter Ferne geblieben wie zu Beginn der Geschichte.

## Produktionsnotizen
Exit … Nur keine Panik entstand im Sommer 1979 in Wien und versteht sich zuvorderst als Einblick in das Wien der abgehängten Unterschichts-Einheimischen, die sich mit List und Tücke und gern auch auf krummen Wegen durchs Leben mogeln. Der Film erlebte seine Premiere auf der Berlinale am 28. Februar 1980. 
Lothar H. Krischer übernahm die Herstellungsleitung, Alfred Ebinger die Produktionsleitung. Angelika Gröber besorgte die Filmausstattung, Heidi Melinc entwarf die Kostüme.
Eddie Constantine liefert einen ein wenig an Lemmy Caution erinnernden Gastauftritt als cooler französischer Gangster.

## Kritiken
Auf viennale.at heißt es: „Deus ex machina ist hier die Langeweile selbst – die ungeahnten kreativen Kräfte, die sie mitunter freisetzt, kultiviert, nein: zelebriert Novotny in seinem genießerisch rotzigen Vorstadtpanorama, das Aggression und Verletzlichkeit einen halsbrecherischen Tanz auf Messers Schneide vollführen lässt.“
Im Film Archiv Austria heißt es: „»Kann man sich bei euch vaginamäßig ein bisserl wichtig machen – oda wos is?« Nicht nur mit verbalen Tiefschlägen arbeiten sich die Strizzis Kirchhoff und Plachinger durch Novotnys ersten Kinofilm. Es wird geprügelt, geschossen, gevögelt, gekotzt, und nebenbei von einem bürgerlichen Dasein geträumt. Die kreativ-zerstörerischen Kräfte der Langeweile zelebrieren die Protagonisten in der »aggressiven Idylle« der Wiener Vorstadt mit entsprechender Wucht und fast tödlichen Wuchteln. Ein wüstes Fest der Austro-Anarchie, ein Veitstanz rund um die Verletzlichkeit, bei dem es immer gilt, die Form zu wahren.“
Die Fachzeitschrift Cinema sah in Exit … Nur keine Panik „eine durchgedrehte Slapstick-Komödie“ und erinnerte daran: “Aber auch ohne den selbstbewußten Werberummel ([Regisseur] Novotny: “Ich bin ein sehr begabter junger Mann”) bescheinigten ihm Kritiker das Gelingen einer im deutschen Sprachbereich ungewöhnlichen Komödie”
Im Lexikon des Internationalen Films heißt es: „Die Geschichte zweier großspuriger Vorstadtganoven der Wiener Szene, die durch Betrug und Diebstahl ihren Lebensunterhalt bestreiten. Spielfilmdebüt, dessen Demonstration von kaltbütiger Brutalität, Vandalentum und sexueller Derbheit etwaige andere Absichten verdrängt.“
Die DVD erschien in der Edition Der österreichische Film  als Nummer 04.